# Haider Alo Ali
Haider Alo Ali (en árabe: حيدر ألو علي محمد‎; Emiratos Árabes Unidos, 25 de diciembre de 1979) es un exfutbolista de los Emiratos Árabes Unidos que jugaba en la posición de defensa.

## Carrera

### Club
| Periodo   | Club          | Apariciones | Goles |
| --------- | ------------- | ----------- | ----- |
| 1998–2012 | Al Wahda FC   | 144         | 27    |
| 2012–2018 | Emirates Club | 97          | 3     |

### Selección nacional
Jugó para Emiratos Árabes Unidos en 71 ocasiones de 2000 a 2010 y anotó tres goles; participó en la Copa Asiática 2007 y en los Juegos Asiáticos de 2002.

## Logros
- UAE Pro League (4): 1998–99, 2000–01, 2004–05, 2009–10
- Copa Presidente de Emiratos Árabes Unidos (1): 1999-2000
- Supercopa de los Emiratos Árabes Unidos (2): 2002, 2011
- Copa Federación de los Emiratos Árabes Unidos (1): 2001
- División 1 de EAU (1): 2012-13